# 小行星6224
小行星6224（6224 El Goresy）是一颗绕太阳运转的小行星，为主小行星带小行星。该小行星于1981年3月1日发现。

## 轨道参数
小行星6224的轨道半长轴为2.3653872 UA，离心率为0.141。